# Petrocosmea umbelliformis
Petrocosmea umbelliformis är en tvåhjärtbladig växtart som beskrevs av Brian Laurence Burtt. Petrocosmea umbelliformis ingår i släktet Petrocosmea och familjen Gesneriaceae. Inga underarter finns listade i Catalogue of Life.